# Distretto di Qax
Il distretto di Qax (in azero: Qax rayon) è un distretto dell'Azerbaigian. Il capoluogo del distretto è Qax.